# Severovzhodna divizija (NHL)
Severovzhodna divizija NHL lige je ena od treh, ki sestavljajo Vzhodno konferenco. Ustanovljena je bila leta 1993 kot del preureditve lige. Severovzhodna divizija je naslednica divizije Adams. 
Čeprav ni nobeno od njenih moštev nikoli osvojilo Stanleyevega pokala od preureditve dalje, imajo njene članice v svojih vitrinah 42 naslovov (24 Montreal, 13 Toronto, 5 Boston), kar je največ med vsemi divizijami. 

## Trenutna postava
- Boston Bruins
- Buffalo Sabres
- Montreal Canadiens
- Ottawa Senators
- Toronto Maple Leafs

## Trenutna lestvica
| Severovzhodna divizija | GP | W  | L  | OTL | GF  | GA  | Pts |
| ---------------------- | -- | -- | -- | --- | --- | --- | --- |
| Boston Bruins          | 71 | 45 | 17 | 9   | 237 | 167 | 99  |
| Montreal Canadiens     | 70 | 36 | 25 | 9   | 208 | 210 | 81  |
| Buffalo Sabres         | 70 | 34 | 28 | 8   | 205 | 197 | 76  |
| Toronto Maple Leafs    | 71 | 29 | 29 | 13  | 213 | 252 | 71  |
| Ottawa Senators        | 69 | 29 | 30 | 10  | 181 | 200 | 68  |

## Zgodovina divizije

### 1993–1995
- Boston Bruins
- Buffalo Sabres
- Hartford Whalers
- Montreal Canadiens
- Ottawa Senators
- Pittsburgh Penguins
- Quebec Nordiques

#### Spremembe od sezone 1992/1993
- Severovzhodna divizija je ustanovljena kot rezultat preureditve lige
- Boston Bruins, Buffalo Sabres, Hartford Whalers, Montreal Canadiens, Ottawa Senators in Quebec Nordiques izhajajo iz divizije Adams
- Pittsburgh Penguins pridejo iz divizije Patrick

### 1995–1997
- Boston Bruins
- Buffalo Sabres
- Hartford Whalers
- Montreal Canadiens
- Ottawa Senators
- Pittsburgh Penguins

#### Spremembe od sezone 1994/1995
- Quebec Nordiques so prestavljeni v Pacifiško divizijo in preimenovani v Colorado Avalanche

### 1997–1998
- Boston Bruins
- Buffalo Sabres
- Carolina Hurricanes
- Montreal Canadiens
- Ottawa Senators
- Pittsburgh Penguins

#### Spremembe od sezone 1996/1997
- Hartford Whalers se preselijo v Greensboro in so preimenovani v Carolina Hurricanes

### 1998-trenutno
- Boston Bruins
- Buffalo Sabres
- Montreal Canadiens
- Ottawa Senators
- Toronto Maple Leafs

#### Spremembe od sezone 1997/1998
- Carolina Hurricanes so prestavljeni v novo Jugovzhodno divizijo
- Pittsburgh Penguins so prestavljeni v Atlantsko divizijo
- Toronto Maple Leafs pridejo iz Centralne divizije

## Prvaki Severovzhodne divizije
- 1994 - Pittsburgh Penguins (44–27–13, 101 točk)
- 1995 - Quebec Nordiques (30–13–5, 65 točk)
- 1996 - Pittsburgh Penguins (49–29–4, 102 točk)
- 1997 - Buffalo Sabres (40–30–12, 92 točk)
- 1998 - Pittsburgh Penguins (40–24–18, 98 točk)
- 1999 - Ottawa Senators (44–23–15, 103 točk)
- 2000 - Toronto Maple Leafs (45–27–7–3, 100 točk)
- 2001 - Ottawa Senators (48–21–9–4, 109 točk)
- 2002 - Boston Bruins (43–24–6–9, 101 točk)
- 2003 - Ottawa Senators (52–21–8–1, 113 točk)
- 2004 - Boston Bruins (41–19–15–7, 104 točk)
- 2005 - sezona odpovedana
- 2006 - Ottawa Senators (52–21–9, 113 točk)
- 2007 - Buffalo Sabres (53–22–7, 113 točk)
- 2008 - Montreal Canadiens (47–25–10, 104 točk)

## Zmagovalci Stanleyevega pokala
/

## Naslovi Severovzhodne divizije po moštvih
| Moštvo              | Število naslovov | Zadnji naslov |
| ------------------- | ---------------- | ------------- |
| Ottawa Senators     | 4                | 2006          |
| Pittsburgh Penguins | 3                | 1998          |
| Boston Bruins       | 2                | 2004          |
| Buffalo Sabres      | 2                | 2007          |
| Montreal Canadiens  | 1                | 2008          |
| Quebec Nordiques    | 1                | 1995          |
| Toronto Maple Leafs | 1                | 2000          |

Moštva v krepkem so še vedno člani divizije.